# Джушак (дегестан)
Джушак (перс. جوشق) — дегестан в Ірані, в Центральному бахші, в шагрестані Деліджан остану Марказі. За даними перепису 2006 року, його населення становило 1805 осіб, які проживали у складі 614 сімей.

## Населені пункти
До складу дегестану входять такі населені пункти:
- Агмадабад
- Багар
- Джушак
- Ларан
- Мегдіабад
- Могаммадабад
- Носратабад
- Ріджан
- Хаве